# Augustus Francis Andrew Nicol Thorne
Sir Augustus Francis Andrew Nicol Thorne, britanski general, * 20. september 1885, Sevenoaks, Kent, Anglija, † 25. september 1970, Elgin, Škotska.